# Cyclosorus yunnanensis
Cyclosorus yunnanensis là một loài thực vật có mạch trong họ Thelypteridaceae. Loài này được Ching ex K.H. Shing mô tả khoa học đầu tiên năm 1999. Loài này phân bố ở Vân Nam, Trung Quốc.